# 거도
거도(居道)는 신라 탈해 이사금(脫解尼師今) 때의 장군이다. 삼국사기에 열전이 남아 있다.
거도의 성씨와 출신은 알려진 것이 없다. 그는 탈해 이사금 때 간(干)이었다. 당시 신라 근처에는 우시산국(于尸山國)과 거칠산국(居柒山國)이 있었다. 우시산국은 현재의 울산광역시 울주구이며, 거칠산국은 부산광역시 동래구이다. 당시 이들이 신라의 국경에 존재하여 위협이 되었다.
이에 거도는 양국을 병합하려 했다. 우선 거도는 군사들을 시켜 말을 타는 놀이(馬技)를 하게 하였다. 몇 해 동안 마기가 계속되니 양국인들은 이상하게 여기지 않았다. 양국의 경계가 약해지자 거도는 습격하여 이들을 병합하였다.
거도가 양국을 병합한 때는 정확히 알려져 있지 않으나, 이 일은 동국통감, 동사강목에 탈해 이사금 23년인 79년에 벌어진 일로 나와 있다. 한편, 삼국사기 탈해 이사금 23년조에는 봄 2월에 별이 동쪽과 북쪽에 나타났다가 20일 만에 사라졌다는 기록만 남아 있다.

## 참고 자료
- 김부식 (1145), 《삼국사기》 〈권44〉 거도 조(條)